# José de Negrete y Cepeda
José de Negrete y Cepeda (Corral de Almaguer, 1812-Portugalete, 1836) fue un escritor y noble español, quinto conde de Campo de Alange.

## Biografía
Nació en 1812 en la localidad toledana de Corral de Almaguer. Un nombre más completo suyo sería el de «José de Negrete y Cepeda Adorno Latorre y Calderón». Quinto conde del Campo de Alange, tuvo grandeza de España, que de honoraria convirtió en efectiva una real cédula de 23 de noviembre de 1833. Joven aún, falleció en Portugalete el 12 de diciembre de 1836, en el sitio de Bilbao, durante la Primera Guerra Carlista. No casó ni tuvo hijos. Contribuyó con doce artículos en la revista El Artista.